# بژوزوف نووه
بژوزوف نووه (به لهستانی:  Brzozów Nowy) یک روستا در لهستان است که در گمینا ایووو واقع شده‌است.